# Polar-Ekspressen
Polar-Ekspressen er en amerikansk animeret musical fantasy film fra 2004. Den er baseret på børnebogen af samme navn af Chris Van Allsburg. Filmen er skrevet, produceret og instrueret af Robert Zemeckis. Filmen byder på menneskelige karakterer animerede ved hjælp af live action performance capture-teknik.
Filmen har stjerner som Daryl Sabara, Nona Gaye, Jimmy Bennett, og Eddie Deezen, og med Tom Hanks i seks forskellige roller. Filmen indeholder også en performance ved Tinashe i en alder af 9, som senere fik eksponering som popsanger i 2010. Castle Rock Entertainment producerede filmen i samarbejde med Shangri-La Entertainment, ImageMovers, Playtone og Golden Mean, for Warner Bros. Pictures. Filmen havde et budget på 165 millioner $, en rekordbeløb for en animeret funktion på det tidspunkt. Filmen blev udgivet i både konventionelle og IMAX 3D teatre den 10. november 2004. Det indtjente $ 307.000.000 på verdensplan.
Polar-Ekspressen er opført i Guinness World Book of Records i 2006 som den første all-digital capture film. Dette er Castle Rock Entertainment 's første animerede film. Det var Michael Jeters sidste rolle, og filmen var dedikeret til hans minde.

## Plot
En ung dreng i 1950'ernes Grand Rapids i Michigan begynder at tvivle på eksistensen af julemanden. Uret stopper ved fem minutter over tolv juleaften, og et eksprestog ankommer. En togkonduktør tilbyder ham en tur til Nordpolen med tog, kaldet Polar-Ekspressen, for et besøg hos julemanden selv. Senere viser filmen, at julemanden uddeler den første julegave i julen. Efter tvivl springer drengen om bord og får oplevet en tempofyldt tur gennem farlige tunneler, farligt stejle skråninger og en issø.

## Eksterne Henvisninger
- Polar-Ekspressen på Internet Movie Database (engelsk)
- Polar-Ekspressen på Filmdatabasen
- Polar-Ekspressen på danskefilm.dk
- Polar-Ekspressen på Scope
- Polar-Ekspressen i Svensk Filmdatabas (svensk)
- Polar-Ekspressen på AlloCiné (fransk)
- Polar-Ekspressen på MovieMeter (nederlandsk)
- Polar-Ekspressen på AllMovie (engelsk)
- Polar-Ekspressen hos American Film Institute (engelsk)
- Polar-Ekspressen hos Behind The Voice Actors (engelsk)